# 水界隧道
水界隧道（みずさかいずいどう）は、宮城県登米市東和町米谷と同県本吉郡南三陸町入谷を跨る国道398号のトンネル。または旧道にあるトンネル。国道398号のトンネルは新水界トンネル（しんみずさかいトンネル）、国道398号の旧道のトンネルは水界隧道（みずさかいずいどう）という。
以下、各トンネルについて記述する。

## 新水界トンネル

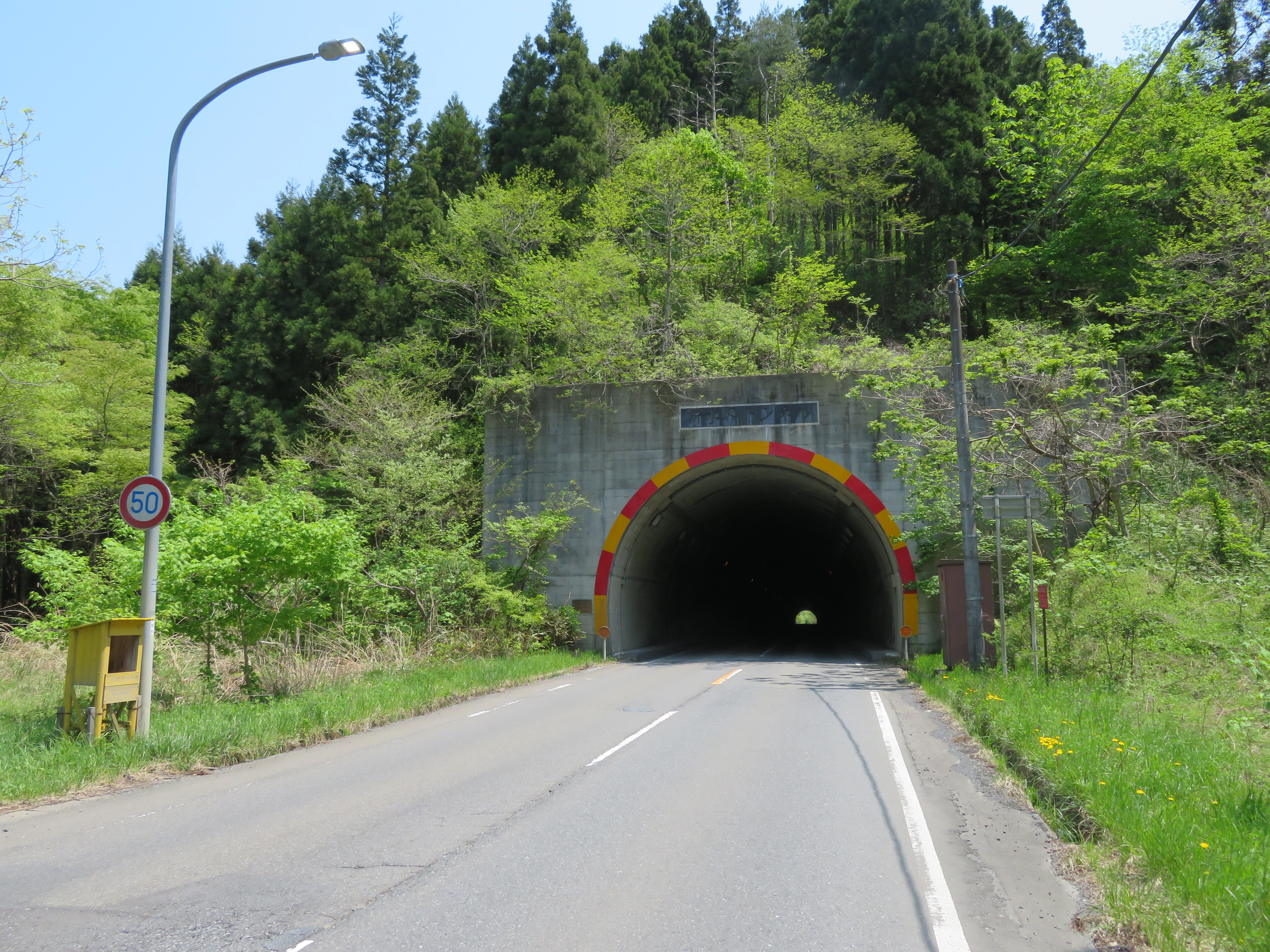
新水界トンネル

新水界トンネルは国道398号にあるトンネル。
- 1981年3月竣工
- 全長 397 m
- 幅 8.5 m
- 高 4.7 m
- 施工：飛鳥・高野・佐々木建設共同企業体

## 水界隧道
水界隧道（旧水界トンネル）は国道398号線の新水界トンネル手前の旧道を進んだ所にあるトンネル。現在は車両は通り抜けできない。フランス人技師の設計により造られた物で、宮城県で最初に掘られた隧道でもある。1953年に改修がされている。
- 1886年4月竣工
- 全長 89.8 m
- 幅 4.7 m
- 高 4 m